# چارکنت
چارکنت (به لاتین: Chahar Kent) یک منطقهٔ مسکونی در افغانستان است که در ولایت بلخ واقع شده‌است.